# Aberație cromatică

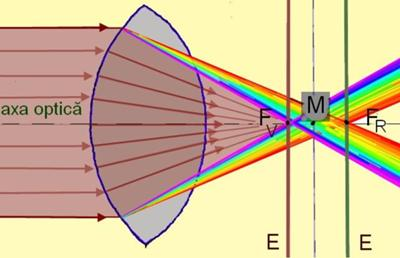
Aberația cromatică la o lentilă convergentă

Aberația cromatică este o aberație optică ce se produce datorită dispersiei luminii care străbate diverse medii transparente și se manifestă prin formarea unui spectru de imagini colorate în locul unei singure imagini, datorită variației indicelui de refracție al materialului lentilei cu lungimea de undă a radiațiilor care compun lumina albă.
Astfel, în cazul incidenței pe un sistem optic convergent, focarul razelor violete este mai apropiat de sistem decât focarul razelor roșii.
Această aberație poate fi corectată prin realizarea unei apropieri minime posibile a celor două focare.

## Cazul unei lentile
În cazul unei lentile convergente, focarul razelor violete se formează mai aproape decât al celor roșii.
Va exista o anumită poziție a ecranului pentru care pata luminoasă va avea marginea irizată în violet și o altă poziție extremă pentru irizația în roșu.
Există o poziție intermediară pentru care pata va avea suprafața minimă, în care caz vom avea o regiune de concentrare maximă a luminii albe.
Dacă fasciculul incident pe lentilă este cilindric și paralel cu axa optică, pata este circulară, iara raza acesteia este luată ca măsură a aberației cromatice, purtând numele de aberație cromatică transversală principală și are expresia:
{\displaystyle \rho ={\frac {h}{2}}\cdot {\frac {\Delta n}{n-1}}.\!}
unde:
- {\displaystyle h\!} - raza secțiunii transversale a fasciculului incident pe lentilă
- {\displaystyle n\!} - indicele de refracție al lentilei pentru o lungime de undă mijlocie a luminii folosite
- {\displaystyle \Delta n=n_{R}-n_{V}\!}
- {\displaystyle n_{R}\!} - indicele de refracție pentru radiația roșie
- {\displaystyle n_{V}\!} - indicele de refracție pentru radiația violetă
- {\displaystyle \Delta n\!} - dispersie
- {\displaystyle {\frac {\Delta n}{n-1}}\!} - putere dispersivă.

Pentru caracterizarea aberațiilor cromatice ale lentilelor, se folosesc (în notația Fraunhofer) două radiații ale hidrogenului, cu lungimile de undă {\displaystyle \lambda _{C}=6.563\mathrm {\AA} \!} (roșu) și {\displaystyle \lambda _{F}=4.861\mathrm {\AA} \!} (albastru).
Ca radiație mijlocie se alege linia galbenă a sodiului ({\displaystyle \lambda _{D}=5.893\mathrm {\AA} \!}).
În adest caz:
{\displaystyle \rho ={\frac {h}{2}}\cdot {\frac {n_{F}-n_{C}}{n_{D}-1}},\!}
unde {\displaystyle {\frac {n_{F}-n_{C}}{n_{D}-1}}\!} poartă numele de putere dispersivă mijlocie a mediului transparent al lentilei.

## Aberații în sisteme optice
Aberațiile în sistemele optice (lentile, prisme, oglinzi sau toate înseriate) în general conduc la încețoșarea imaginii și apar când lumina dintr-un punct al obiectului, după trecerea prin sistem, nu converge (sau nu diverge) într-un singur punct. Producătorii de instrumente optice trebuie să corecteze sistemele pentru a compensa aberațiile.
Aberațiile se împart în două clase: aberații monocromatice, produse fără dispersie (acestea includ aberațiile pe suprafețe reflectatoare a oricărei lumini colorate și pe suprafețe refractive a luminii monocromatice) și aberații cromatice (când un sistem dispersează diferitele unde de lumină).

## Aberații monocromatice
Teoria elementară a sistemelor optice ne conduc la teorema conform căreia razele de lumină care vin de la orice obiect se reunesc într-un punct imagine și deci un spațiu obiect este reprodus într-un spațiu imagine. Introducerea de termeni auxiliari simpli (mulțumită lui C.F. Gauss în Dioptrische Untersuchungen, Göttingen, 1841), numiți distanța focală și plan focal, permite determinarea imaginii oricărui obiect pentru orice sistem.
Teoria gaussiană însă este valabilă doar pentru unghiuri extrem de mici față de axa optică principală. În practică însă aceste condiții nu se realizează și imaginea proiectată de sisteme necorectate sunt în general defectuoase și uneori complet încețoșate dacă deschiderea vizuală sau câmpul vizual depășesc anumite limite.

### Aberația punctelor axiale (aberația sferică în sensul restrictiv)
Dacă S (fig 1) este un sistem optic, razele venind de la un punct O de pe axă sub un unghi u1 se vor proiecta în punctul O'1. Cele care vin cu un unghi u2 se vor proiecta în punctul O'2. Dacă există refracție, O'2 va fi în fața punctului O'1 atât timp cât u2 este mai mare decât u1 și invers dacă lentilele sunt dispersive. Dacă u1 este foarte mic atunci O'1 este proiecția gaussiană, iar O'2 se numește aberația longitudinală, iar O'1R aberația laterală a razelor cu deschiderea u2. Dacă raza cu unghiul u2 este cea de maximă aberație între toate razele incidente considerate, atunci într-un plan perpendicular pe axa O'1 există un disc de confuzie de raza O'1R, iar într-un plan paralel O'2 un altul de raza O'2R2. Între acestea este situat discul de minimă confuzie.
Dacă distanța obiect tinde la infinit, toate razele primite de prima componentă a sistemului sunt paralele și intersecțiile lor după trecea prin sistem, variază în funcție de distanța față de axă (perpendicularele pe axă).

### Aberația elementelor mici perpendiculare pe axă
Dacă razele incidente din O (Fig1) sunt concurente, nu înseamnă că toate punctele lor de concurență vor fi situate în același plan perpendicular în O pe axa optică. Cu o deschidere considerabilă, punctul N va fi proiectat dar cu aberații comparabile în mărime cu ON. Aceste aberații sunt evitate, conform lui Abbe, dacă condiția sinusului (sin u'1/sin u1=sin u'2/sin u2) este valabilă pentru toate razele incidente în O. Dacă distanța obiect tinde la infinit u1 și u2 sunt înlocuite cu pi și h2, înălțimea incidentă. Astfel, sin u'1/h1=sin u'2/h2. Un sistem care îndeplinește această condiție se numește aplantic. Acest cuvânt a fost prima dată folosit de Robert Blair, profesor de astronomie la Universiatea din Edinburgh, pentru a caracteriza un acromatism superior și de multe ori lipsa aberațiilor sferice. Ambele aberații a punctelor axiale și deviația de la condiția sinusului, cresc rapid în cele mai multe sisteme necorectate.
-aberațiile obiectelor laterale. astigmatism
Un punct O (Fig6) la o distanță finită de axă este în general, slab proiectat dacă fasciculul cu originea în el traversează sistemul și devine prea îngust. Fasciculul nu întâlnește suprafața reflectătoare sau refringentă la unghiuri care să convină și deci va fi astigmatic. Raza principală care trece prin focar se numește rază principală și astfel putem spune că razele fascicului se întâlnesc nu într-un punct ci în două linii focale care pot fi considerate a fi sub unghiuri drepte fără de rază principală. Două suprafețe de imagini astigmatice corespund unui plan obiect și acestea sunt în contact cu punctul axial. Într-una se află liniile focale ale primului fel, iar în celălalt, liniile celui de-al doilea fel. Sistemele în care cele două suprafețe astigmatice coicid se numesc anastigmatice sau stigamtice.

### Curbura câmpului imagine
Dacă erorile de mai sus sunt eliminate, cele două suprafețe astigmatice unite și o imagine clară este obținută cu o deschidere mare, mai rămâne de corectat curbarea suprafeței imagine, mai ales dacă sistemul trebuie proiectat pe o suprafață plană, ca în fotografie. În cele mai multe cazuri suprafața este concavă față de sistem.

### Deformarea imaginii
Dacă imaginea este acum destul de clară, razele incidente de la fiecare obiect întâlnindu-se într-un punct imagine de exactitate satisfăcătoare, se poate întâmpla ca imaginea să fie deformată. Această eroare constă în faptul că diferite părți ale obiectului sunt proiectate, dar mărite la diferite valori. De exemplu, mărirea părților interioare să fie mai mare decât cea a părților exterioare (formă de butoi) sau invers. Această formă de aberație în destul de diferită de cea a acurateței unei proiecții. În imaginile neclare, problema deformării se pune doar dacă părți ale obiectului pot fi recunoscute în figură. Dacă într-o imagine neclară, o pată de lumină corespunde unui punct obiect, centrul de gravitate al petei poate fi considerat punctul imagine, acesta fiind punctul în care planu-imagine (ecranul) intersectează razele ce trec prin mijlocul originii. Această presupunere este justificată dacă o imagine slabă pe ecran rămâne staționară când deschiderea este micșorată. În practică de obicei se întâmplă acest lucru. Această rază, numită de Abbe raza principală (a nu se confunda cu razele principale din teoria gaussiană) trece prin focarul obiect înainte de prima refracție și prin focarul imagine după ultima refracție. Referindu-ne la fig 8 avem O'Q'/OQ=a'tan w'/a tan w=1/N unde N este mărirea transversală. Pentru ca n să fie constant pentru toate valorile lui w, a' tan w'/a tan w trebuie să fie de asemenea constant. Dacă raportul a'/a este aproximativ constant relația dwe mai sus se reduce la condiția lui Airy (tan w'/tan w=ct). Această relație simplă este îndeplinită în toate sistemele care sunt simetrice față de diafragma lor sau care constau din două componente, asemănătoare, dar de mărimi diferite, plasate față de diafragma în raportul mărimilor și prezentând aceeași curbură: în aceste sisteme tan w'/tan w=1.
Constanța lui a'/a e necesară pentru ca această relație să fie validă a fost arătată de către R.H. Bow și Thomas Sutton (fotografi). Această problemă a fost tratată de către O. Lummer și M. von Rohr. Trebuie ca mijlocul lentilei să fie proiectat în focare fără aberație sferică. Von Rohr a arătat că pentru sistemele care nu îndeplinesc nici condiția Airy nici cea a lui Bow-Sutton, raportul a' tg w'/a tgw va fi constant pentru o distanță a obiectului. Această condiție complexă este îndeplinită exact de obiectivele holosimetrice care reproduc la o scară 1:1, dar și de obiectivele hemisimetrice dacă mărirea transversală este egală cu raportul mărimilor celor 2 componente.

## Corectarea analitică a aberațiilor
Aberațiile prezentate mai sus fac parte din lucrarea "Abbe teoria aberațiilor" în care aberații definite sunt analizate separat. Lucrarea se potrivește nevoilor practice întrucât în construcția de instrumente optice anumite greșeli sunt obligatoriu corectate, greșeli care sunt analizate prin experiență. În sens matematic însă această selecție este arbitrară. Acest număr este finit dacă obiectul și deschiderea sunt considerate a fi infinit de mici.
O rază venind de la obiectul O (fig 9) poate fi definit prin coordonatele (e,n). Din acest punct O într-un plan-obiect I, la unghiuri drepte cu axa și cu alte două coordonate (x,y), punctul în care raza intersectează focarul, planul II. Similar le corespunde raza-imagine care poate fi definită de punctele (e',n') și (x',y'), în planele I' și II'. Originea acestor 4 sisteme de coordonate sunt colineare cu axa sistemului optic principal. Axele corespunzătoare pot fi paralele. Fiecare din cele 4 coordonate e',n',x',y' sunt în funcție de e,n,x,y. Dacă se consideră câmpul vizual extrem de mic, atunci și e,n,x,y au tot valori foarte mici, iar în consecință e',n',x',y' funcții de puteri crescătoare ale e,n,x,y, sunt obținute serii în care trebuie doar să considerăm cele mai mici puteri. Deja dacă sistemul este considerat simetric, originile sistemelor de coordonate colineare pe axa optică și axele corespunzătoare, paralele, schimbând semnul lui e,n,x,y, valorile e',n',x',y' vor avea și ele semn schimbat dar își vor păstra modulul. Înseamnă că seriile sunt restricționate la puteri impare a variabilelor nemarcate.
Natura proiecției constă în razele care vin dinspre punctul O și care se unesc într-un alt punct O'. În general nu va fi valabil întrucât e',n' variază dacă e,n sunt constante dar x,y, variabile. Putem presupune că planurile I' și II' sunt „aduse" unde sunt formate imaginile planelor I și II de raze apropiate de axă, după regulile gaussiene. Extinzând aceste reguli, deși nu întotdeauna valabile, imaginea gaussiană O'o, de coordonate e'o, n'o, aflată la o distanță coresp de axă, ar putea fi totuși construită.
Scriind De'=e'-e'o și Dn'=n'-n'o atunci De' și Dn' sunt aberațiile corespunzătoare punctelor e,n și x,y sunt funcțiile acestor mărimi care, generalizate în serie, conțin numai puteri impare pentru motivele enunțate mai sus. Din cauza aberațiilor tuturor razelor care trec prin O, o rază de lumină, depinzând în mărime de puterile cele mai mici ale lui e,n,x,y pe care aberațiile le conțin, se va forma în planul I'. Aceste grade, denumite de J. Petzval sistemul numeric al imaginii, puteri impare întotdeauna. Condiția formării unei imagini al rangului al m-lea este ca în seriile pentru De' și Dn' coeficienții puterilor al celui de-al 3-lea, al 5-lea….. al (m-2)-lea grad trebuie să dispară. Imaginile teoriei gaussiene fiind de ordinul 3, următoarea problemă este de a obține o imagine de ordinul 5 sau de a face coeficienții puterii celui de-al treilea unghi, 0. Acest lucru necesită satisfacerea a 5 ecuații, în alte cuvinte, există 3 alterații a puterii a 3-a, dispariția acesteia producând o imagine de ordinul 5.
Expresia acestor coeficienți în termenii constantelor sistemului optic (indice de refracție, distanța între lentile, grosimea etc.) a fost rezolvată de L. Seidel, iar în 1840, J. Petzval și-a construit obiectivul său imagine după un set de calcule similare, care însă nu au fost niciodată publicate. Teoria a fost elaborată de S. Fintersmalder.
Aberațiile pot fi de asemenea exprimate prin mijloacele funcției caracteristice a sistemului și coeficienților diferențialelor. Aceste formulări nu sunt imediat aplicabile dar dau relația între numărul aberațiilor și ordinea. Sir William Rowan Hamilton a derivat aberațiile de ordinul 3, iar mai târziu metoda a fost continuată de Clerk Maxmell, M. Thiesen și aproape cu succes de K. Schwarzschild, care a descoperit aberația de ordinul 5 și probabil cea mai scurtă dovadă a formulării practice (Seidel). Aberațiile de ordinul 3 sunt:
(1) aberația punctelor axiale,
(2) aberația punctelor a căror distanță față de axă este foarte mică,
(3) astigmatismul,
(4) curbarea câmpului
(5) deformarea.
(1) aberația de ordinul 3 a punctelor axiale este analizată și rezolvată în toate cărțile despre optică. Este foarte importantă în designul telescoapelor. În telescoape, deschiderea maximă este diametrul liniar al obiectivului, nu este același ca pentru deschiderea microscoapelor, care se bazează pe focarul obiect. Aberațiile de ordin mai mare în designul telescoapelor pot fi neglijate. Pentru microscoape nu pot fi neglijate. Pentru o singură lentilă de grosime foarte mică și de putere dată, aberația depinde de raportul razelor r/r' și este minim (dar niciodată 0) pentru o anumită valoare a raportului. Variază invers proporțional cu indicele de refracție. Aberația totală a două sau mai multe lentile subțiri aflate în contact, fiind suma aberațiilor individuale, poate fi 0. Acest lucru mai este posibil și dacă lentilele au același semn algebric. Considerând lentile subțiri cu indicele de refracție n=1,5; sunt necesare 4 astfel de lentile pentru a corecta aberația sferică de ordinul 3. Aceste sisteme, însă nu sunt de mare importanță practică. În cele mai multe cazuri, 2 lentile subțiri sunt combinate, una care are o aberație pozitivă foarte puternică, iar cealaltă tot o aberație puternică însă negativă. Prima lentilă este pozitivă, a doua negativă însă puterile pot să difere astfel încât efectul dorit să fie menținut. În general este un avantaj securizarea unui efect refractiv de alte câteva lentile mai "slabe". De una, la fel și de 2 dar chiar și de un infinit de lentile subțiri aflate în contact, nu mai mult de 2 puncte axiale pot fi proiectate fără aberații de ordinul 3. Lipsa aberațiilor pentru 2 puncte axiale, din care unul este la o distanță infinită, se numește condiția lui Herschel. Toate aceste reguli sunt valabile atât timp cât grosimea și distanța între lentile nu se ia în considerare.
(2) Condiția pentru a nu avea aberații între punctele aflate la o distanță foarte mică față de axă este de asemenea foarte importantă în construcția telescoapelor. Acest lucru se numește condiția lui Fraunhoper.
(4) după eliminarea aberației de pe axă, a celor din apropierea axei și a astigmatismului, relația pentru lipsa de curbură a câmpului-imagine este exprimat de ecuația lui Petzval S1/r(n'-n)=0, unde r este raza suprafeței refringente, n și n' sunt indicii de refracție al mediului înconjurător, iar S este semnul sumei tuturor suprafețelor refringente.

## Eliminarea practică a aberațiilor
Clasica problemă a imaginilor este de a reproduce perfect un plan finit (obiectul) într-un alt plan (imaginea) printr-o deschizătură finită. Este imposibil de a face acest lucru perfect pentru mai mult de o pereche de astfel de planuri. Pentru o singură pereche de planuri însă această problemă a putut fi în principiu rezolvată perfect.
Metodele practice rezolvă această problemă cu o acuratețe care este mai mult decât suficientă pentru scopurile speciale ale fiecărui instrument, problema găsirii unui sistem care să reproducă un obiect dat într-un plan dat cu o mărire dată au putut fi tratate mijloacele teoriei aproximării. În cele mai multe cazuri dificultățile analitice au fost prea mari pentru metodele mai vechi de calcul, dar pot fi ameliorate prin aplicarea sistemelor informatice moderne. Soluțiile au fost în schimb găsite pentru cazuri particulare. În prezent, constructorii aplică de cele mai multe ori, metode inverse: ei compun un sistem și apoi îl testează cu calcule trigonometrice, dacă sistemul oferă proiecția dorită. Razele, grosimea și distanțele sunt în continuare alterate până când erorile de imagine devin suficient de mici. Prin această metodă numai anumite greșeli sunt analizate. Teoria aproximației este deseori folosită provizoriu, întrucât acuratețea ei nu este suficientă.

## Aberația cromatică
În sistemele optice compuse din lentile, poziția, mărimea și erorile imaginilor depind de indicele de refracție al sticlei utilizate. Cum indicele de refracție variază considerând culoarea sau lungimea de undă a luminii, rezultă că un sistem de lentile (necorectat) proiectează imaginile de diferite culori în locuri diferite și de diferite mărimi sau cu diferite aberații.. există diferențe cromatice a distanțelor de intersecție, a măririlor transversale și a aberațiilor monocromatice. Dacă este utilizată lumina mixtă (lumina albă) toate aceste imagini sunt formate și cum sunt în final proiectate pe un plan (retina ochiului etc), cauzează confuzie, numită aberație cromatică. De exemplu, în loc de o margine albă pe un fundal negru, se percepe o imagine colorată, sau spectru îngust. Absența acestei erori este denumită acromatism. Un sistem se numește cromatic sub-corectat când arată același fel de eroare cromatică cu o lentilă subțire pozitivă, altfel se numește supra-corectată.
Dacă, în primul rând, aberația monocromatică este neglijată, în alte cuvinte, teoria gaussiană este acceptată, atunci fiecare reproducere este determinată de poziția planelor focale și de mărimea distanțelor focale, sau dacă distanțele focale sunt egale, de trei constante ale reproducerii. Aceste constante sunt determinate de datele sistemului (raza, grosimea indicele etc.) de unde dependența de indicele de refracție, de culoare. Sunt însă calculabile, formula fiind dată în czapski-Eppenstein. Indicele de refracție pentru diferite lungimi de undă trebuie să fie cunoscute pentru fiecare fel de sticlă din care este făcut. În acest fel, condițiile sunt menținute astfel încât orice constantă a reproducerii este egală pentru 2 culori diferite, adică această constantă este acromatizată. De exemplu, este posibil ca, luând o singură lentilă groasă în aer să acromatizăm poziția planului focal, mărimii și distanței focale. Dacă toate cele trei constante sunt acromatizate atunci imaginea gaussiană pentru toate distanțele-obiect vor fi aceleași pentru 2 culori și sistemul este denumit a fi în acromatism stabil.
În practică este mai avantajos să se determine aberația cromatică pentru poziția fixată a obiectului și să o exprimăm printr-o sumă. Într-un plan care conține punctul-imagine al unei culori, o altă culoare produce un disc de confuzie. Acesta este similar confuziei cauzate de două zone în aberația sferică. Pentru obiectele aflate la distanțe infinite, raza discului cromatic de confuzie este proporțional cu deschiderea lineară și este independent de distanța focală. Cum discul devine cel mai puțin vizibil mărind imaginea unui obiect sau mărind distanța focală, rezultă că deteriorarea imaginii este proporțională cu raza deschiderii către focar.
Exemple :
(a)	într-o lentilă subțire, aflată în aer, o constantă de reproducere trebuie observată, știind că distanțele focale sunt egale. Dacă indicele de refracție pentru o culoare este n, iar pentru o alta este n+dn, iar puterile sau reciprocele distanțelor focale sunt f și f+df atunci (1) df/f=dn/(n-1)=1/n; dn se numește dispersie, iar n este puterea dispersivă a sticlei.
(b)	Două lentile subțiri lipite: f1 și f2 sunt puterile corespunzătoare lentilelor de indici de refracție n1 și n2, iar razele r'1, r1 și r'2, r2 respectiv. F reprezintă putere totală iar df, dn1, dn2 variațiile lui f, n1, n2 la schimbarea culorii. Rezultă următoarele relații:
(2)f=f1-f2==(n1-1)(1/r'1-1/r1)+ (n2-1)(1/r'2-1/r2)=(n1-1)k1+(n2-1)k2
(3)	df=k1dn1+k2dn2. Pentru acromatism df=0, deci din (3)
(4)	k1/k2=-dn2/dn1 sau f1/f2=-n1/n2. Deci f1 și f2 trebuie să aibă semne algebrice diferite sau sistemul trebuie să fie compus dintr-o lentilă colectivă și una dispersivă. În consecință puterile celor 2 trebuie să fie diferite (pentru ca f să nu fie 0 și puterile dispersive trebuie să fie tot diferite)
Newton a eșuat în a percepe existența mediului diferitelor puteri dispersive necesare acromatismului. Astfel el a construit reflectoare mari în loc de refringente. James Gregory și Leonhard Euler au ajuns la o viziune corectă de la falsa concepție a acromatismului ochiului. Acest lucru a fost determinat de Chester More Hall în 1754 și de Dollond în 1757, care a construit mult sărbătoritul telescop acromatic.
Sticla cu putere dispersivă mai mică se numește crown glass, iar cea cu putere dispersivă mai mare, flint glass. Pentru construcția unei lentile colective (f pozitiv) rezultă din (4) ca o lentilă I colectivă de putere mică de dispersie și o lentilă dispersivă II de putere mare de dispersie trebuie să fie folosite. A doua lentilă, deși cea mai slabă, corectează pe cealaltă cromatic prin puterea ei dispersivă. Pentru o lentilă dispersivă acromatică, conversiunea trebuie adoptată. Două alte condiții mai pot fi enunțate: una este eliminarea aberației axiale, a doua, fie condiția Herschel fie cea Fraunhofer, cea de-a doua fiind cea mai des folosită. În practică este mai util să eviți a doua condiție, lipind lentilele, razele devenind egale. Lentilele lipite au un indice de refracție mai mic iar pe de altă parte, permit eliminarea astigmatismului și curburii câmpului, dacă lentila colectivă are un indice de refracție mai mare. Dacă sistemul de lentile lipite este pozitiv atunci cu atât mai puternice trebuie să fie lentilele pozitive și din (4) puterii mai mari îi corespunde slăbiciunea dispersivă, adică sticla crown. În consecință, crown glass ar trebui să aibă indice de refracție mai mare pentru planele imagine și astigmatice. 
În loc să facă să dispară Df, o anume valoare îi poate fi atribuită și acest lucru va produce orice deviație cromatică dorită. Dacă lentilele I și II sunt lipite și au același indice de refracție pentru o culoare, atunci efectul pentru acea culoare va fi cel al unei singure lentile. Dintr-o asemenea descompunere, vor rezulta, după dorință, acromatisme sau cromatisme, fără a altera efectul sferic. Dacă efectul cromatic este mai mare decât al lentilelor luate separat atunci se numește hypercromatică.
Pentru două lentile subțiri separate printr-o distanță D condiția acromatismului este 
D=v1f1+v2f2
Dacă v1=v2, se reduce la D=1/2(f1+f2) (condiția ocularilor)
În fig 11, abscisa este formată din distanțele focale, iar ordonata reprezintă lungimile de undă. Sunt folosite liniile Fraunhofer și distanțele focale sunt egalate pentru liniile C și F. În vecinătate valorii de 550 mm tangenta la curbă este paralelă cu axa lungimilor de undă, iar distanța focală variază pe domeniul destul de larg al spectrului de culori, deci această vecinătate uniunea culorilor este la nivel maxim. Mai mult, această zonă a spectrului este cea care apare ca fiind cea mai strălucitoare pentru ochiul uman și în consecință curba acestui spectru secundar este cea mai bună pentru instrumente vizuale. Într-un mod similar, pentru sistemele folosite în fotografie, vârful curbei de culoare trebuie să fie plasat în poziția de maximă sensibilitate. Acest punct în general este G' pentru a obține acesta liniile F și VioletHg se unesc. Acest artificiu în general este adoptat pentru fotografierea astronomică, existând însă și un dezavantaj: imaginea de pe ecranul focalizator și ajustările pe placa fotografică nu sunt în registrul cromatic.
Considerând 2 lentile în contact cu distanțe focale egale pentru trei culori a, b, c fa=fb=fc=f, atunci dispersia parțială (nc-nb)(na-nb) trebuie să fie egală pentru cele două tipuri de sticlă folosite. Rezultă din (4) ca ac=bc. Până de curând, nu se cunoștea niciun tip de sticlă cu grad proporțional de absorbție, dar R.Blair, P. Barlow și F.S. Archer au învins dificultatea construind lentile fluide între pereții de stică. Fraunhofer a preparat sticle care reduceau spectrul secundar, dar succesul permanent a fost introducerea sticlei de Jena de către E. Abbe și O. Schott. În utilizarea sticlei, neavând dispersie proporțională, deviația celei de-a treia culori poate fi eliminată de 2 lentile, dacă există un interval între ele, sau de 3 lentile dintre care nu pot fi toate de sticlă "clasică". Reunind aceste trei culori, un acromatism de ordin mare este obținut. Există bineințeles un al treilea spectru care însă poate fi neglijat.
Teoria gaussiană este doar o aproximație. Aberațiile monocromatice sau sferice încă mai apar, ceea ce va fi diferit pentru diferite culori. Compensându-le pentru o culoare, o altă culoare va fi deranjată. Cea mai importantă este diferența cromatică a aberației axiale care încă este prezentă pentru deformarea imaginii, după ce raze paraxiale sunt reunite de o combinație potrivită de sticle. Dacă un sistem colectiv este corectat pentru punctele axiale pentru o lungime de unde definită, atunci, bazându-ne pe gradul mare de dispersie în componentele negative, supra-corectarea va apărea pentru lungimi mai mici de undă și sub-corectarea pentru lungimile mai lungi de una. Această eroare a fost combătută de Jean le Rond d'Alembert și în detaliu de către C.F.Gauss. Proporțională cu deschiderea, este mai importantă cu deschiderile medii decât spectrul secundar de raze paraxiale. Aberația sferică trebuie să fie eliminată pentru 2 culori și dacă acest lucru este imposibil atunci trebuie eliminat pentru acele unde particulare care sunt cele mai utilizate considerând instrumentul în discuție.
Condiția proiectării unei suprafețe într-un plan de proiecție ascuțită este îndeplinirea condiției sinusului cu deschizături mari pentru diferite culori. Abbe a reușit să construiască obiective microscopice fără nicio eroare axială și satisfăcând condiția sinusului pentru diverse culori, ceea ce, potrivit definiției, erau aplanatice pentru câteva culori. Aceste sisteme au fost denumite de Abbe apocromatice. Cât timp mărirea zonelor luate individual erau aceleași, nu este aceeași pentru roșu cât este și pentru albastru există și o diferență cromatică a măririi. Cele mai bune obiective pentru telescoape și obiectivele fotografice destinate lucrului în 3 culori sunt de asemenea apocromatice, chiar dacă nu au aceeași calitate de corecție ca obiectivele microscopului. Diferențele cromatice a erorilor au diverse întrebuințări.